# Mario Rino Sivieri
Dom Mario Rino Sivieri (Castelmassa, 15 de abril de 1942 - Aracaju, 3 de junho de 2020) foi um bispo católico italiano radicado no Brasil. Foi o terceiro bispo da Diocese de Propriá. Morreu de diabetes no dia 3 de junho de 2020, aos 78 anos de idade, na cidade de Aracaju.